# International Watch Company
International Watch Co. (poznana tudi kot IWC) je švicarski proizvajalec prestižnih mehanskih ur. 
Proizvodnja ur se nahaja v severo-zahodnem delu Švice v mestecu Schaffhausen. Podjetje IWC je član Švicarske federacije za ure. IWC-jevo geslo Probus Scafusia (latinsko = dobro in solidno delo iz Schaffhausna), je bilo definirano leta 1903, kot uradni moto družbe.

## Zgodovina
Leta 1868 je ameriški inženir in urar Florentine Ariosto Jones zasnoval tovarno v severo-zahodnem delu Švice. Do takrat so bile vse urarske manufakture locirane pretežno v francosko govorečem delu Švice. V mestu Schaffhausen je s pomočjo hidroelektrarne izkoristil tok reke Ren in odprl proizvodnjo ur.